# Shamell Stallworth
Shamell Jermaine Stallworth, mais conhecido como Shamell (Fresno, 3 de junho de 1980) é um jogador de basquetebol americano. Atualmente está no Caxias do Sul.

## College career
Shamell Jermaine Stallworth nasceu no Alabama no dia 7 de Setembro de 1980, tem 1,94m e pesa 92 kg. Jogou por quatro temporadas a NCAA (principal Campeonato Universitário Norte-Americano) representando a San Francisco University. Após tentativas fracassadas de entrar no Draft da NBA, alguns amigos como Leandrinho e Guilherme da Luz que conheceu na Liga de Verão da NBA, lhe disseram que o Brasil tinha um campeonato forte e completou Shamell numa entrevista: “Eu decidi vir para conhecer um país diferente e melhorar o meu basquete”..

### College statistics
| Ano      | Equipe        | PJ  | MPJ | 2P   | 3P   | LL   | RT  | AS  | BR  | TO | PPJ  |
| -------- | ------------- | --- | --- | ---- | ---- | ---- | --- | --- | --- | -- | ---- |
| 1999-00  | San Francisco | 26  | -   | .438 | .353 | .739 | 1.7 | 0.8 | 0.6 | .2 | 5.7  |
| 2000-01  | San Francisco | 29  | -   | .442 | .407 | .732 | 3.3 | 1.2 | 0.8 | .4 | 8.0  |
| 2001-02  | San Francisco | 28  | -   | .441 | .357 | .757 | 4.5 | 2.2 | 1.0 | .2 | 12.2 |
| 2002-03  | San Francisco | 29  | -   | .463 | .439 | .849 | 3.2 | 1.9 | 1.0 | .2 | 12.6 |
| Carreira |               | 112 | -   | .448 | .393 | .783 | 3.2 | 1.5 | 0.8 | .3 | 9.7  |

## Carreira
No ano de 2004 Shamell chegou ao Brasil e ficou três meses em Araraquara disputando as quartas-de-finais do Paulista. No ano seguinte se transferiu para o Paulistano, onde logo em seu primeiro ano conquistou um vice-campeonato Paulista ao lado do ala Renato Lamas.
Neste mesmo ano, Shamell foi escolhido para a Seleção do Campeonato Paulista, ao lado de Nezinho, Alex Garcia, Ricardo Probst e Murilo Becker.
No mês de agosto de 2007 Shamell transferiu-se para o Zadar KK da Croácia, onde disputou a Liga Nacional até junho de 2008. Ao final de seu contrato, Shamell acertou sua ida à China, para jogar pelo Zhejiang C.
Porém, o Campeonato durou apenas dois meses para o ala, pois por problemas de adaptação de sua família preferiu retornar ao Brasil, uma nação em que o mesmo declarou ser seu lar. Com isso, veio para a Winner, onde foi campeão paulista em 2008/2009. Até hoje o torcedor tem saudades desse grande ídolo.

### Pinheiros
Em 2009 foi para a equipe do Pinheiros, clube que mais tarde viria a se tornar um grande rival de sua ex-equipe.
Jogando para a equipe de São Paulo, Shamell formou uma grande equipe ao lado de Marquinhos, Olivinha e Juan Pablo Figueroa, conquistando o primeiro título estadual da história do clube, e levando a equipe a duas semifinais consecutivas no NBB. Além disso, Pinheiros, liderado por esses jogadores chegaram dois vice-ups no Torneo InterLigas, perdendo para o Obras Sanitarias, em 2011, e Peñarol Mar del Plata em 2012. Também em 2011, o clube foi o vice-campeão na Liga Sul-Americana, perdendo novamente para Obras Sanitarias.
Mas, em 2013, ao lado de Shamell Márcio Dornelles, Rafael Mineiro, Joe Smith, e Paulinho Boracini, Pinheiros levou a FIBA Americas League título. Foi a primeira vez que ele jogou o Final Four do torneio. Shamell foi nomeado o MVP da Final Four.

## Estatísticas
| † | Denota temporadas em que equipe de Shamell ganhou um campeonato da NBB |
|   | Líder da liga                                                          |

### Temporada regular do Nacional
| Ano      | Equipe     | PJ | MPJ  | 2P   | 3P   | LL   | RT  | AS  | BR  | TO | PPJ  |
| -------- | ---------- | -- | ---- | ---- | ---- | ---- | --- | --- | --- | -- | ---- |
| 2005-06  | Paulistano | 16 | 34.9 | .630 | .415 | .725 | 3.6 | 5.3 | 2.0 | .1 | 24.8 |
| 2006-07  | Paulistano | 22 | 31.8 | .564 | .393 | .783 | 3.2 | 3.3 | 2.0 | .2 | 18.9 |
| Carreira |            | 22 | 31.8 | .564 | .393 | .783 | 3.2 | 3.3 | 2.0 | .2 | 18.9 |

### Playoffs do Nacional
| Ano      | Equipe     | PJ | MPJ  | 2P   | 3P   | LL   | RT  | AS  | BR  | TO | PPJ  |
| -------- | ---------- | -- | ---- | ---- | ---- | ---- | --- | --- | --- | -- | ---- |
| 2006-07  | Paulistano | 5  | 39.6 | .519 | .375 | .800 | 5.4 | 4.0 | 2.0 | .0 | 24.4 |
| Carreira |            | 5  | 39.6 | .519 | .375 | .800 | 5.4 | 4.0 | 2.0 | .0 | 24.4 |

### Temporada regular do NBB
| Ano               | Equipe            | PJ  | MPJ  | FG%  | 3P%  | LL%  | RT  | AS  | BR  | TO | PPJ  |
| ----------------- | ----------------- | --- | ---- | ---- | ---- | ---- | --- | --- | --- | -- | ---- |
| 2008–09           | Limeira           | 21  | 32.9 | .541 | .437 | .874 | 4.2 | 2.8 | 2.0 | .1 | 20.6 |
| 2009–10           | Pinheiros         | 26  | 38.1 | .500 | .414 | .809 | 4.1 | 3.5 | 1.8 | .1 | 22.5 |
| 2010–11           | Pinheiros         | 28  | 33.4 | .522 | .410 | .792 | 3.3 | 3.8 | 1.2 | .1 | 19.2 |
| 2011–12           | Pinheiros         | 26  | 31.7 | .538 | .417 | .761 | 3.6 | 2.5 | 1.6 | .2 | 19.7 |
| 2012–13           | Pinheiros         | 34  | 33.1 | .537 | .414 | .758 | 4.1 | 3.2 | 1.1 | .1 | 15.7 |
| 2013–14           | Pinheiros         | 31  | 35.6 | .508 | .397 | .815 | 4.8 | 4.0 | 1.7 | .1 | 21.0 |
| 2014–15           | Mogi das Cruzes   | 29  | 30.2 | .502 | .363 | .853 | 3.2 | 2.3 | 1.1 | .1 | 20.2 |
| 2015–16           | Mogi das Cruzes   | 28  | 32.3 | .474 | .327 | .766 | 4.7 | 2.3 | 1.7 | .1 | 17.7 |
| Carreira          | Carreira          | 223 | 33.4 | .513 | .397 | .805 | 4.0 | 3.1 | 1.5 | .1 | 19.4 |
| Jogo das Estrelas | Jogo das Estrelas | 8   | –    | –    | –    | –    | –   | –   | –   | –  | –    |

### Playoffs do NBB
| Ano      | Equipe          | PJ | MPJ  | FG%  | 3P%  | LL%  | RT  | AS  | BR  | TO | PPJ  |
| -------- | --------------- | -- | ---- | ---- | ---- | ---- | --- | --- | --- | -- | ---- |
| 2009     | Limeira         | 4  | 33.7 | .422 | .208 | .900 | 3.5 | 2.7 | 1.3 | .5 | 13.5 |
| 2010     | Pinheiros       | 6  | 36.3 | .461 | .367 | .714 | 2.8 | 3.2 | 1.7 | .0 | 19.5 |
| 2011     | Pinheiros       | 9  | 36.1 | .466 | .362 | .804 | 3.9 | 2.8 | 1.1 | .2 | 18.4 |
| 2012     | Pinheiros       | 8  | 31.8 | .459 | .258 | .739 | 3.9 | 2.1 | 1.0 | .0 | 13.9 |
| 2013     | Pinheiros       | 10 | 38.1 | .536 | .431 | .769 | 5.9 | 4.5 | 1.2 | .1 | 18.0 |
| 2014     | Pinheiros       | 4  | 39.4 | .457 | .357 | .750 | 2.8 | 3.8 | 1.8 | .3 | 18.8 |
| 2015     | Mogi das Cruzes | 10 | 34.5 | .495 | .339 | .659 | 3.6 | 1.8 | 1.3 | .4 | 19.5 |
| 2016     | Mogi das Cruzes | 12 | 33.7 | .429 | .246 | .836 | 4.7 | 2.8 | 1.1 | .1 | 16.0 |
| Carreira | Carreira        | 63 | 35.5 | .469 | .332 | .773 | 3.9 | 3.0 | 1.3 | .2 | 17.3 |

### FIBA Americas League for Clubs
| Ano      | Equipe    | PJ | MPJ  | 2P   | 3P   | LL   | RT  | AS  | BR  | TO | PPJ  |
| -------- | --------- | -- | ---- | ---- | ---- | ---- | --- | --- | --- | -- | ---- |
| 2012-13  | Pinheiros | 9  | 35.2 | .627 | .414 | .766 | 4.8 | 3.4 | 1.6 | .1 | 20.2 |
| Carreira |           | 9  | 35.2 | .627 | .414 | .766 | 4.8 | 3.4 | 1.6 | .1 | 20.2 |

### Recordes na Carreira

#### Regular season
| Stat          | Recorde | Oponente     | Data              |
| ------------- | ------- | ------------ | ----------------- |
| Pontos        | 40      | vs. Flamengo | 12 maio, 2018     |
| Rebotes total | 11      | vs. Brasília | 12 Dezembro, 2013 |
| Assistências  | 9       | vs. Assis    | 4 Março, 2009     |

## Honras
- Jogo das Estrelas NBB: 2008/09, 2009/2010, 2010/2011, 2011/2012, 2012/2013, 2013/2014, 2014/2015, 2015/2016, 2016/2017, 2017/2018.

## Títulos

### Pinheiros
★ Liga das Américas: 2013
★ Vice-campeão da Liga Sul-Americana: 2011
★ Campeonato Paulista: 2011
★ Vice-campeão do Campeonato Paulista: 2010
★ Vice-campeão do Torneio Interligas: 2011

### Mogi das Cruzes
★ Liga Sul-Americana: 2016
★ Vice-campeão da Liga Sul-Americana: 2014
★ Vice-campeão do Campeonato Brasileiro: 2017-18
★ Campeonato Paulista: 2016
★ Vice-Campeão do Campeonato Paulista: 2015
★ Vice-Campeão da Liga das Américas: 2018

### São Paulo
★ Campeonato Paulista: 2021
★ Champions League Américas 2021-22
★ Vice-Campeão do Campeonato Paulista: 2022

## Vida Pessoal
Shamell é casado e tem dois filhos gêmeos Shamell Jr. e Jordan. Desde que chegou ao Brasil sonha em se naturalizar e sempre que perguntado sobre o assunto diz se sentir mais brasileiro do que americano.